# Crenidomimas
Crenidomimas es un género de  Lepidoptera de la familia Nymphalidae,  subfamilia Limenitidinae, tribu Adoliadini (de la superfamilia Papilionoidea); cuenta con 2 especies reconocidas científicamente. Se encuentran en la Ecozona afrotropical.

## Especies
- Crenidomimas concordia (Hopffer 1855)[2]
- Crenidomimas crawshayi Butler 1893[3]